# Verdensmesterskab
Et verdensmesterskab (VM) er en turnering, hvor udøverne af en bestemt sportsgren konkurrerer om, hvem der er den bedste i verden. I nogle sportsgrene består VM i en serie af stævner eller konkurrencer og tilsammen betegnes de ofte med World Cup i stedet for VM. I andre sportsgrene bruges begge udtryk til hver sin turnering indenfor sportsgrenen.
Et verdensmesterskab kan endvidere være en titel, der indehaves af en person, der i en sportskamp sætter verdensmesterskabet på spil. I professionel boksning afvikles verdensmesterskaber på denne måde og i professionel boksning betegner et verdensmesterskab således ikke en turnering, men derimod en titel.  

## Turneringer
- VM i fodbold, (eng. FIFA World Cup)
- VM i håndbold for herrer
- VM i håndbold for damer
- VM i ishockey
- VM i finnjolle
- VM i landevejscykling
- VM i banecykling
- VM i roning
- Skakverdensmestre
- VM i orienteringsløb
- VM i atletik, (eng. IAAF World Championships in Athletics)
- Indendørs-VM i atletik, (eng. IAAF Indoor World Championships in Athletics)
- VM i basketball, (eng. FIBA World Championship)
- VM i langrend
- VM i skiskydning
- VM i snooker
- VM i curling for mænd
- VM i curling for kvinder